# 2010年
2010年（2010 ねん）は、西暦（グレゴリオ暦）による、金曜日から始まる平年。平成22年。
この項目では、国際的な視点に基づいた2010年について記載する。

## 他の紀年法
- 干支：庚寅（かのえ とら）
- 日本（月日は一致）
  - 平成22年
  - 皇紀2670年
- 大韓民国（月日は一致）
  - 檀紀4343年
- 中華民国（月日は一致）
  - 中華民国99年
- 朝鮮民主主義人民共和国（月日は一致）
  - 主体99年
- 仏滅紀元：2552年閏10月1日 - 2553年閏9月10日
- イスラム暦：1431年1月15日 - 1432年1月24日
- ユダヤ暦：5770年4月15日 - 5771年4月24日
- Unix Time：1262304000 - 1293839999
- 修正ユリウス日(MJD)：55197 - 55561
- リリウス日(LD)：156038 - 156402

## カレンダー
| 1月 |    |    |    |    |    |    |
| 日  | 月 | 火 | 水 | 木 | 金 | 土 |
|     |    |    |    |    | 1  | 2  |
| 3   | 4  | 5  | 6  | 7  | 8  | 9  |
| 10  | 11 | 12 | 13 | 14 | 15 | 16 |
| 17  | 18 | 19 | 20 | 21 | 22 | 23 |
| 24  | 25 | 26 | 27 | 28 | 29 | 30 |
| 31  |    |    |    |    |    |    |
|     |    |    |    |    |    |    |

| 2月 |    |    |    |    |    |    |
| 日  | 月 | 火 | 水 | 木 | 金 | 土 |
|     | 1  | 2  | 3  | 4  | 5  | 6  |
| 7   | 8  | 9  | 10 | 11 | 12 | 13 |
| 14  | 15 | 16 | 17 | 18 | 19 | 20 |
| 21  | 22 | 23 | 24 | 25 | 26 | 27 |
| 28  |    |    |    |    |    |    |
|     |    |    |    |    |    |    |

| 3月 |    |    |    |    |    |    |
| 日  | 月 | 火 | 水 | 木 | 金 | 土 |
|     | 1  | 2  | 3  | 4  | 5  | 6  |
| 7   | 8  | 9  | 10 | 11 | 12 | 13 |
| 14  | 15 | 16 | 17 | 18 | 19 | 20 |
| 21  | 22 | 23 | 24 | 25 | 26 | 27 |
| 28  | 29 | 30 | 31 |    |    |    |
|     |    |    |    |    |    |    |

| 4月 |    |    |    |    |    |    |
| 日  | 月 | 火 | 水 | 木 | 金 | 土 |
|     |    |    |    | 1  | 2  | 3  |
| 4   | 5  | 6  | 7  | 8  | 9  | 10 |
| 11  | 12 | 13 | 14 | 15 | 16 | 17 |
| 18  | 19 | 20 | 21 | 22 | 23 | 24 |
| 25  | 26 | 27 | 28 | 29 | 30 |    |
|     |    |    |    |    |    |    |

| 5月 |    |    |    |    |    |    |
| 日  | 月 | 火 | 水 | 木 | 金 | 土 |
|     |    |    |    |    |    | 1  |
| 2   | 3  | 4  | 5  | 6  | 7  | 8  |
| 9   | 10 | 11 | 12 | 13 | 14 | 15 |
| 16  | 17 | 18 | 19 | 20 | 21 | 22 |
| 23  | 24 | 25 | 26 | 27 | 28 | 29 |
| 30  | 31 |    |    |    |    |    |
|     |    |    |    |    |    |    |

| 6月 |    |    |    |    |    |    |
| 日  | 月 | 火 | 水 | 木 | 金 | 土 |
|     |    | 1  | 2  | 3  | 4  | 5  |
| 6   | 7  | 8  | 9  | 10 | 11 | 12 |
| 13  | 14 | 15 | 16 | 17 | 18 | 19 |
| 20  | 21 | 22 | 23 | 24 | 25 | 26 |
| 27  | 28 | 29 | 30 |    |    |    |
|     |    |    |    |    |    |    |

| 7月 |    |    |    |    |    |    |
| 日  | 月 | 火 | 水 | 木 | 金 | 土 |
|     |    |    |    | 1  | 2  | 3  |
| 4   | 5  | 6  | 7  | 8  | 9  | 10 |
| 11  | 12 | 13 | 14 | 15 | 16 | 17 |
| 18  | 19 | 20 | 21 | 22 | 23 | 24 |
| 25  | 26 | 27 | 28 | 29 | 30 | 31 |
|     |    |    |    |    |    |    |

| 8月 |    |    |    |    |    |    |
| 日  | 月 | 火 | 水 | 木 | 金 | 土 |
| 1   | 2  | 3  | 4  | 5  | 6  | 7  |
| 8   | 9  | 10 | 11 | 12 | 13 | 14 |
| 15  | 16 | 17 | 18 | 19 | 20 | 21 |
| 22  | 23 | 24 | 25 | 26 | 27 | 28 |
| 29  | 30 | 31 |    |    |    |    |
|     |    |    |    |    |    |    |

| 9月 |    |    |    |    |    |    |
| 日  | 月 | 火 | 水 | 木 | 金 | 土 |
|     |    |    | 1  | 2  | 3  | 4  |
| 5   | 6  | 7  | 8  | 9  | 10 | 11 |
| 12  | 13 | 14 | 15 | 16 | 17 | 18 |
| 19  | 20 | 21 | 22 | 23 | 24 | 25 |
| 26  | 27 | 28 | 29 | 30 |    |    |
|     |    |    |    |    |    |    |

| 10月 |    |    |    |    |    |    |
| 日   | 月 | 火 | 水 | 木 | 金 | 土 |
|      |    |    |    |    | 1  | 2  |
| 3    | 4  | 5  | 6  | 7  | 8  | 9  |
| 10   | 11 | 12 | 13 | 14 | 15 | 16 |
| 17   | 18 | 19 | 20 | 21 | 22 | 23 |
| 24   | 25 | 26 | 27 | 28 | 29 | 30 |
| 31   |    |    |    |    |    |    |
|      |    |    |    |    |    |    |

| 11月 |    |    |    |    |    |    |
| 日   | 月 | 火 | 水 | 木 | 金 | 土 |
|      | 1  | 2  | 3  | 4  | 5  | 6  |
| 7    | 8  | 9  | 10 | 11 | 12 | 13 |
| 14   | 15 | 16 | 17 | 18 | 19 | 20 |
| 21   | 22 | 23 | 24 | 25 | 26 | 27 |
| 28   | 29 | 30 |    |    |    |    |
|      |    |    |    |    |    |    |

| 12月 |    |    |    |    |    |    |
| 日   | 月 | 火 | 水 | 木 | 金 | 土 |
|      |    |    | 1  | 2  | 3  | 4  |
| 5    | 6  | 7  | 8  | 9  | 10 | 11 |
| 12   | 13 | 14 | 15 | 16 | 17 | 18 |
| 19   | 20 | 21 | 22 | 23 | 24 | 25 |
| 26   | 27 | 28 | 29 | 30 | 31 |    |
|      |    |    |    |    |    |    |

## できごと

### 主な出来事
世界の主な出来事
ニュースが世界を駆け巡った出来事 
- 北朝鮮が韓国の延坪島を砲撃し、韓国人4人が死亡[1]。→延坪島砲撃事件
- チリの鉱山で落盤事故が発生するも、33人が奇跡的に生還を果たす[1]。→コピアポ鉱山落盤事故
- この年のアメリカ議会中間選挙でオバマ大統領率いる民主党が大敗した[1]。
- 北朝鮮で金正恩が後継者としてデビューした[1]。
- 欧州で債務危機が拡大し、通貨ユーロに懸念が発生[1]。→2010年欧州ソブリン危機
- 中華人民共和国のGDPが四半期ベースで世界第2位となる[1]。
- ハイチで大地震が発生し、25万人が死亡[1]。→ハイチ地震 (2010年)
- ウィキリークスがアメリカ合衆国の外交公電を大量に公開した[1]。→アメリカ外交公電ウィキリークス流出事件
- 尖閣諸島で発生した事件を巡り中華人民共和国各地で反日デモが起きた[1]。
- この年のノーベル平和賞を劉暁波が受賞した[1]。 受賞理由は、中国における人権のため長年にわたり非暴力的闘争を行ってきた功績とされている[2]。

各国の主な出来事
Category:2010年の各国を参照

### 1月
- 1月1日
  - ロシア、カザフスタン、ベラルーシによるユーラシア関税同盟発足。
  - フィンランドの全6州が廃止[3]。最上位の地方行政区画が県となる。
- 1月4日 - ドバイに高さ世界一（829.8m）の超高層ビル、ブルジュ・ハリファが開業[4]。
- 1月12日 - ハイチの首都ポルトープランス付近でマグニチュード (M) 7.0の地震が発生。
- 1月15日 - アフリカ、インド洋などで金環食。
- 1月17日 - 2009年12月13日に実施された2009年チリ大統領選挙（英語版）で1位になった右派野党連合のセバスティアン・ピニェーラ候補と2位になった与党連合のエドゥアルド・フレイ候補との間で決選投票が行われ、その結果ピニェーラ候補が51.6%を獲得し初当選、与党連合のフレイ候補は48.4%で敗れた[5]。
- 1月21日 - シチズンズ・ユナイテッド対FEC裁判
- 1月30日 - 米政府が台湾に64億ドルの武器輸出を決定したことへの報復として、中国政府が、米国との軍事交流を停止し、台湾への武器売却に関与した米企業に制裁を科すと発表[6]。

### 2月
- 1月31日 - 2月7日 - 任期満了に伴うウクライナ大統領選挙の決選投票が行われた。中央選管によると、開票率約10%の時点で親ロシア派候補のヤヌコビッチ前首相 (59) が52%を得票し優勢で、親欧米派のティモシェンコ首相は得票率43%。ヤヌコビッチは同日夜（日本時間8日未明）、TV番組において「ティモシェンコ氏は敗北を認めて首相職を辞任すべきだ」と述べ、勝利宣言した[7]。
- 2月7日 - コスタリカで2010年コスタリカ大統領選挙（英語版）が行われ、国民解放党　(PLN) のラウラ・チンチージャ元副大統領が当選し、同国初の女性大統領になった[8]。
- 2月12日 - 28日 - バンクーバーオリンピック（冬季）開催。
- 2月18日 - ニジェール軍事クーデター ：ニジェールで軍事クーデターが起こり、軍部が実権を掌握[9]。
- 2月24日 - アメリカ合衆国下院監督・政府改革委員会公聴会に、トヨタ自動車の豊田章男社長が出席[10]。
- 2月27日 - チリコンセプシオンにおいてマグニチュード (M) 8.8の地震が発生。

### 3月
- 3月1日 - ウルグアイでムヒカ大統領が就任。
- 3月12日 - 21日 - 冬季バンクーバーパラリンピック開催。
- 3月18日 - ワシントン条約の議締約国会議の委員会でモナコが提案した大西洋および地中海沖のクロマグロの国際商業取引禁止案を否決、またEUが提案していた猶予期限付き禁止案も否決。[11]
- 3月23日 - アメリカ合衆国オバマ大統領が医療保険改革法案に署名。米史上初、事実上の国民皆保険制度が成立（完全実施は2014年以降)[12]。
- 3月26日 - 黄海で韓国の哨戒艦「天安 (Cheonan)」が沈没。乗組員104名の内46名死亡。韓国は北朝鮮の魚雷が原因とし、北朝鮮はこれを否定。
- 3月29日 - モスクワ中心部の地下鉄2駅で連続自爆事件が発生、39人が死亡。

### 4月
- 4月1日 - アメリカ合衆国で国勢調査実施。
- 4月2日 - タイの首都バンコクなど各都市の中心部をアピシット政権の退陣を求めるタクシン前首相支持派団体が占拠。同10日にはバンコクでタイ政府治安部隊と反政府派が衝突し、現地で取材をしていたロイター通信所属の日本人ジャーナリストを含む20人の死亡が確認された。[13]
- 4月10日 - 「カティンの森事件70周年追悼式典」に向かうポーランド大統領レフ・カチンスキを始めとするポーランド政府使節団が搭乗した政府専用機がロシア西部のスモレンスクに墜落、乗員乗客96人全員が死亡。
- 4月12日 - 13日
  - 第1回核安全サミットがアメリカのワシントンD.C.で開催される。
  - 日ロ首脳会談および日仏首脳会談が開催される[14]。
- 4月14日
  - 青海地震が発生 ：中国青海省玉樹チベット族自治州玉樹県でマグニチュード7.1の地震が起こる。
  - 2010年のエイヤフィヤトラヨークトルの噴火が始まる ：アイスランド南部のエイヤフィヤトラヨークトル火山が噴火し、この日よりのち、ヨーロッパ上空に火山灰が広がった。その影響で、各国で空港を閉鎖、ヨーロッパを中心に航空機の世界各便が欠航、世界各国の30ヶ国以上の首脳がポーランドの大統領の国葬の出席の辞退を余儀なくされた。

### 5月
- 5月1日 - 上海国際博覧会の開幕 ：中国の上海市にある上海世博園で10月31日まで開催される。
- 5月2日 - ユーロゾーンとIMFはギリシャへの1100億ユーロの財政支援の提供で合意した。この内容はギリシャに厳しい緊縮財政措置を取らせることを含む。
- 5月3日 - 28日 - NPT再検討会議開催
- 5月6日 
  - イギリス庶民院総選挙が行われ、保守党が306議席で第1党となり、政権与党の労働党は258議席に留まり、第2党になった[15]。
  - ダウ平均株価がわずか数分で急激に暴落し、市場が一時パニックに陥った（フラッシュ・クラッシュ、w:2010 Flash Crash）。
- 5月9日 - EUが7500億ユーロのユーロ圏支援策で合意。ユーロ圏諸国による4400億ユーロの融資資金、600億ユーロ規模の緊急安定化基金、国際通貨基金（IMF）からの2500億ユーロが含まれる。
- 5月10日 - 2010年フィリピン大統領選挙（英語版）が実施された。5月10日夜の開票率57％の段階でベニグノ・アキノ上院議員が40.58％を得票し、圧勝が確実。2位のエストラダ前大統領は得票率25.72％、一時は世論調査でアキノに迫った実業家のビリヤール上院議員は13.85％で3位にとどまった[16]。
- 5月11日 - イギリス庶民院総選挙で敗れた労働党のゴードン・ブラウン首相が辞任し、エリザベス女王がデービッド・キャメロン保守党党首を新首相に任命した。これを受けてキャメロン新首相は自由民主党との連立政権を樹立し、1997年にジョン・メージャー政権が総辞職して以来の保守党首班による新政権が発足した。[17]。
- 5月14日 - スペースシャトル・アトランティス号の打ち上げ（STS-132）。
- 5月19日 - タイで反政府派のデモ隊に治安部隊が突入し一部鎮圧、反政府派の幹部がデモ終了を宣言。
- 5月22日 - インド南西部のマンガロール国際空港で、エア・インディア・エクスプレス812便（ボーイング737）が墜落し、乗員乗客158人が死亡。

### 6月
- 6月2日 - 当時デトロイト・タイガースに所属していた投手アーマンド・ガララーガがこの日行われたクリーブランド・インディアンス戦で9回2アウトまでパーフェクトに抑えるが最後のアウトを内野安打と誤審されパーフェクトを逃してしまう出来事が発生する。のち審判が誤審だと認めたため論争になる[18]。
- 6月4日 - 5日 - 韓国・釜山で主要20カ国・地域財務相・中央銀行総裁会議開催。
- 6月11日
  - キルギスの南部オシュでキルギス人とウズベク人の民族抗争が激化しキルギス保健省発表で191人、暫定政府発表で2000人超の死者が出た[19]。
  - アフリカ大陸で初のワールドカップ、FIFAワールドカップ 南アフリカ大会が開幕。
- 6月13日 - 世界初となる天体に着陸してのサンプルリターンに成功した小惑星探査機「はやぶさ」が地球に帰還、機体は大気圏再突入時に燃え尽きた。翌日、小惑星イトカワから採集したサンプルの入ったカプセルが回収された。
- 6月24日 - オーストラリアの緊急両院議員総会で、与党労働党ジュリア・ギラード副首相が新党首に選出された。ギラードはオーストラリア史上初の女性首相となった。[20]
- 6月25日 - 26日 - カナダはオンタリオ州のマスコーカ地域で第36回主要国首脳会議開催。
- 6月26日 - 27日 - カナダはオンタリオ州のトロントで第4回20か国・地域首脳会合開催。
- 6月30日 - フィリピンのグロリア・アロヨ大統領の9年間におよぶ任期満了。後任にベニグノ・アキノ3世大統領が就任。

### 7月
- 7月2日 - クリスティアン・ヴルフがドイツ大統領に就任。
- 7月11日
  - イースター島など南太平洋、および、南アメリカ南部の一部で皆既日食が起こる。
  - 第22回参院選が実施され民主党が惨敗、自民党が勝利し、参院の民主党が106議席、自民党が84議席に、与党が過半数に届かないためねじれ国会へ。
- 7月13日 - Microsoft Windows 2000の延長サポートが終了[21]。

### 8月
- 8月1日 - クラスター弾に関する条約発効。主な生産・保有国の米・中・ロなどは未加盟。[22]
- 8月5日 - チリでコピアポ鉱山落盤事故。
- 8月18日 - イラク駐留アメリカ軍の戦闘部隊が全て撤退完了[23]。
- 8月27日 - アメリカ合衆国ワイオミング州ジャクソンホールで国際経済シンポジウム（ジャクソンホール会議）が開催される。

### 9月
- 9月2日 - ネタニヤフ首相、アッバース議長、ヒラリー・クリントン国務長官がワシントンで会談。イスラエル、パレスチナ両国の直接和平交渉が1年8か月ぶりに再開された。
- 9月4日 - 5日 - 主要20カ国・地域 (G20) 財務次官・中央銀行副総裁会議。
- 9月7日 - 尖閣諸島中国漁船衝突事件。
- 9月15日 - ロシアとノルウェーがバレンツ海大陸棚の境界画定[24]。約40年間の係争が決着。
- 9月18日 - ドイツ、ミュンヘンのオクトーバーフェスト200周年（ドイツ再統一記念日の10月3日まで開催）。
- 9月23日 - 中国がレアアース輸出停止[25]。
- 9月24日 - 尖閣諸島侵犯の漁船長を放免。
- 9月28日 - 金正日総書記の三男である金正恩が党中央軍事委員会副委員長に就任[26]。

### 10月
- 10月2日 - 2010年尖閣諸島抗議デモ ：数千人規模の反政府・反中国デモが行われ、日本を除く中国など世界中の主要メディアで報じられた[27]。
- 10月3日 - 2010年ブラジル総選挙（大統領選挙及び国会議員選挙）。
- 10月8日 - アメリカ合衆国のワシントンD.C.でG7主要国財務相・中央銀行総裁会議。
- 10月13日 - チリのコピアポ鉱山落盤事故で閉じ込められた33人が全員救出。
- 10月16日
  - 尖閣諸島問題で数万人規模の反日デモ。
  - ロシア連邦で国勢調査を実施[28]。
- 10月18日 - 29日 - 2010年が国際連合の定める国際生物多様性年であることに当たり、日本の名古屋市で第10回生物多様性条約締約国会議 (COP10) 、開催。
- 10月18日 - 習近平が中国共産党中央軍事委員会副主席に選出。
- 10月22日 - G20財務相・中央銀行総裁会議、開催。
- 10月28日 - 29日 - 欧州連合 (EU) 首脳会議、開催。
- 10月31日
  - 上海国際博覧会の閉幕 ：中国は上海市の上海世博園にて。
  - ブラジル大統領選挙の決選投票が施行され、ジルマ・ルセフがジョゼ・セラを下し、新大統領に当選確実となった[29]。

### 11月
- 11月2日 - アメリカ合衆国で中間選挙が行われ、バラク・オバマ大統領率いる与党民主党が惨敗。上院・下院共に共和党が議席数を伸ばし、下院では過半数の議席を得た。上院は民主党が過半数を守った。[30]
- 11月4日 - アメリカ合衆国連邦準備制度理事会 (FRB) が、6000億ドルの追加の国債買い入れを決定[31]。
- 11月6日
  - 日本の京都府でAPEC財相会合が開催され、「通貨の競争的な切り下げを回避する」「為替レートの過度の変動や無秩序な動きを監視する」との共同声明を発表。
  - 台北国際花の博覧会の開幕 ：閉幕は、2011年4月25日。
- 11月9日 - ミャンマーで20年ぶりに総選挙が実施され、軍事政権が支持する与党「連邦団結発展党 (USDP)」が80%の議席を獲得。野党は不正行為があったと非難。
- 11月11日 - 12日 - 韓国のソウルで第5回G20主要国首脳会議が開催される。
- 11月12日 - 27日 - 中国の広州市で第16回アジア大会が開催される。
- 11月13日 - ミャンマーの民主化指導者アウンサンスーチーが解放され、自宅軟禁が7年半ぶりに解除される。
- 11月13日 - 14日 - 日本の横浜市でアジア太平洋経済協力会議 (APEC) の首脳会議が開催される。
- 11月23日 - 延坪島砲撃事件が勃発 ：朝鮮人民軍（北朝鮮軍）が韓国の延坪島に対して122多連装ロケット砲による170余発の砲撃を行う。韓国兵士2人が死亡、4人が重傷。民間人2人が死亡、4人が負傷。民家60件以上が延焼。韓国軍はk-9自走砲により80余発の応射を行った。
- 11月26日 - ロシア議会下院がカティンの森事件はスターリンらの直接命令とする声明を決議した。
- 11月28日 
  - EU財務相がアイルランド向けの850億ユーロの緊急支援パッケージを承認[32]。
  - ウィキリークスがアメリカの外交電文を暴露[33]。
- 11月29日 - 12月10日  - 気候変動に関する国際連合枠組条約第16回締約国会議（COP16）がメキシコのカンクンで開催される。カンクン合意が採択される。

### 12月
- 12月7日 - 日本の金星探査機「あかつき」が、金星周回軌道投入に失敗する[34]。(2015年12月に投入に成功[35])
- 12月8日 - 18日  - FIFAクラブワールドカップ2010がアラブ首長国連邦で開催される。
- エドモンド・ハミルトンのSF小説『キャプテン・フューチャー』は、本編の物語が2010年に始まるとされている。日本ではこれを記念して、SFファンサークル「宇宙軍」によるイベント「キャプテンフューチャーコン2010」が12月19日に開催されている[36]。
- 12月21日
  - モンテネグロでジュカノヴィチ首相が辞任。後任にルクシッチ首相が就任。
  - ギニアでアルファ・コンデ大統領が就任。
- 12月23日 - ラオスでブアソーン首相が辞任。後任にトーンシン首相が就任。
- 12月25日 - オーストラリア北東部クイーンズランド州に熱帯低気圧が上陸し、1時間に100mmを超える猛烈な雨が降り、洪水や地滑りが発生。翌年1月17日までの間に少なくとも28人が死亡し、家屋1万1900棟や事務所など約2500軒が完全に冠水、1万4700棟と2500軒が部分的に冠水した。市内のビジネス街にある給電施設37ヵ所への送電が停止し、家屋11万8000戸で停電が発生。大多数の地区で携帯電話が利用不可となる。経済被害は1兆円程度とされる。

## 周年
- 3月4日 - PlayStation 2発売10周年。

- 3月14日 - アジア初の国際博覧会である日本万国博覧会（大阪万博）開催から40周年。
- 5月14日 - 小渕恵三没後10周年。
- 11月21日 - スーパーファミコン発売20周年。

## イベント・行事

### 式典
- アフリカの年50周年として、各地で祝賀式典が行われた。

### 国際年
- 国際生物多様性年（International Year of Biodiversity）
- 文化の和解のための国際年（International Year of the Rapprochement of Cultures）
- 国際ユース年（International Year of Youth） - 2010年8月12日〜2011年8月11日

## 芸術・文化・スポーツ

### 映画
- 3月9日 - 北野武がフランス芸術文化勲章コマンドゥール章を受章[37]。

映画作品
| - アジョシ - イリュージョニスト - インセプション - 英国王のスピーチ - エクスペンダブルズ - 哀しき獣 - キック・アス - ゴーストライター | - スーパー! - ソーシャル・ネットワーク - トゥルー・グリット - ハリー・ポッターと死の秘宝 PART1 - 127時間 - ピラニア3D - ブラック・スワン - ブルーバレンタイン | - 怪盗グルーの月泥棒 3D - ヒックとドラゴン - ガフールの伝説 - トイ・ストーリー3 - 塔の上のラプンツェル - シュレック フォーエバー - パリ猫ディノの夜 - メガマインド |

### ゲーム
Category:2010年のコンピュータゲームを参照

## 誕生

### 1月
- 1月28日 - エイミー・ドナルド、ニュージーランドの子役、スーツアクター、ダンサー、モデル

### 3月
- 3月10日 - キム・アユン、子役、モデル
- 3月22日 - ジュ・アラ、子役

### 4月
- 4月29日 - チョ・イヒョン

### 5月
- 5月20日 - コジマ・ウィンザー、イギリスの貴族令嬢

### 9月
- 9月24日 - イ・イェウォン、子役

### 12月
- 12月29日 - サバンナ・フィリップス、イギリス王室

## 人物以外
- 2月11日 - エピファネイア、競走馬
- 2月25日 - メイショウマンボ、競走馬

## ノーベル賞
- 物理学賞：アンドレ・ガイム、コンスタンチン・ノボセロフ
- 化学賞：根岸英一、鈴木章、リチャード・ヘック
- 生理学・医学賞：ロバート・G・エドワーズ
- 文学賞：マリオ・バルガス・リョサ
- 平和賞：劉暁波
- 経済学賞：ピーター・ダイアモンド、デール・モーテンセン、クリストファー・ピサリデス